# كبلر-14b
كيبلر 14 بي (بالإنجليزية: Kepler-14b)‏ الذي يرمز له بالرمز KOI-98.01، هو كوكب خارج المجموعة الشمسية، في كوكبة القيثارة.

## الاكتشاف
اكتشف في 27 يونيو 2011، وكانت طريقة الاكتشاف طريقة العبور.